# Tarunius punctatus
Tarunius punctatus (лат. ) — вид жуков из семейства Монотомиды (Ризофагиды), единственный в составе монотипического рода Tarunius. Эндемик Индии.

## Описание
Мелкие жуки длиной около 5 мм. Форма тела узкая, вытянутая. Основная окраска тела коричневая. Ноги короткие, коготки простые. Формула лапок 5-5-5 у самок и 5-5-4 у самцов. Взрослые особи обнаружены под корой. Вид был впервые описан в 1977 году энтомологом Тапаном Сенгуптой (Калькутта, Индия) по материалам из штата Сикким. Сходен с родом Monotomopsis.